# Tetramopria aurocincta
Tetramopria aurocincta is een vliesvleugelig insect uit de familie van de Diapriidae. De wetenschappelijke naam van de soort is voor het eerst geldig gepubliceerd in 1899 door Wasmann.